# Pyrellina weyeri
Pyrellina weyeri är en tvåvingeart som beskrevs av Zielke 1971. Pyrellina weyeri ingår i släktet Pyrellina och familjen husflugor. Inga underarter finns listade i Catalogue of Life.